# Silver Fire
Silver Fire (englisch für Silbernes Feuer) ist eine Science-Fiction-Kurzgeschichte des australischen Schriftstellers Greg Egan, zuerst veröffentlicht in Interzone #102 im Dezember 1995. Die Kurzgeschichte erschien ebenfalls in den Sammlungen Luminous im Jahr 1998 und The Best of Greg Egan im Jahr 2019.

## Handlung
Eine neue als Silver Fire bekannte Krankheit, welche ein Gefühl des lebendigen Verbrennens hervorruft, breitet sich im Mittleren Westen der Vereinigten Staaten aus. Clair jagt neuen Fällen hinterher und redet mit mehreren Familien über mögliche Gründe, wie sie infiziert werden konnten. Sie erfährt von einem „Weg der Freude“, auf dem während Festivals silberne Projektionen gezeigt werden. Nachdem ein junger Mann versucht sie zum Geschlechtsverkehr zu überreden und sie ihn abweist, erfährt sie von der absichtlichen Verbreitung von Silver Fire aus religiösen Gründen, um Menschen auf den Weg der Freude zu bringen. Clair trifft den jungen Mann vom Festival mit einer toten Frau in seinem Auto wieder, welcher sich als einer der Verbreiter von Silver Fire herausstellt. Clair erkennt nur einen Narren in ihm, der auf einige Lügen hereinfiel.

## Übersetzung
Die Kurzgeschichte wurde ins Französische von Francis Lustman und Quarante-Deux (1998), ins Italienische (2001), ins Japanische von Makoto Yamagishi (2008), ins Spanische von Carlos Pavón (2010), ins Tschechische, Koreanische und Chinesische übersetzt.

## Auszeichnung
Silver Fire erreichte den 20. Platz beim Locus Award für die beste Novelette im Jahr 1996 sowie den 2. Platz beim Interzone Readers Poll im Jahr 1996.

## Kritik
Russell Letson schreibt im Locus Magazine, dass die Kurzgeschichte ein starkes Beispiel für das Interesse von Greg Egan an Gedanken über Krankheit und Moral sowie seine verächtliche Haltung gegenüber Irrationalität, Sentimentalität und dem zuckersüßen Gift der Spiritualität sei („is a very strong example of Egan’s interest in matters of disease and morality and his scornful attitude toward irrationality, sentimentality, and ‘'the saccharine poison of spirituality“).
Karen Burnham schreibt in Greg Egan (Modern Masters of Science Fiction), dass die Kurzgeschichte voller Hass auf Menschen ist, die menschliches Leid vergrößern, indem sie reale Dinge in einen ideologischen Rahmen pressen und sie dann wahllos verbreiten („overflows with vitriol for people who increase human suffering by shoehorning real things into an ideological framework and applying them willy-nilly“).